# Евном (мифология)
Евном (Эвном) — персонаж древнегреческой мифологии. Сын Архитела, родственник Ойнея. Мальчик из Калидона. Когда Геракл был в гостях у Ойнея, Евном прислуживал ему, подносил Гераклу воду для мытья рук, но поднёс воду для ног, и тот нечаянно убил его. Либо его имя — Еврином (др.-греч. Εὐρυνόμη / Εὐρύνομος, «широкозаконный»). Он совершил оплошность в услужении, и Геракл ударом кулака убил его, когда пировал у Ойнея.
В третьей версии имя мальчика — Киаф, это юный виночерпий Ойнея. Когда Геракл вернулся из Ливии, неся яблоки Гесперид, он зашёл во Флиунт. К нему пришёл из Этолии Ойней. Во время угощения Геракл, недовольный поданным в кубке питьём, стукнул по голове одним пальцем Киафа, и тот умер. В память его у флиасийцев выстроено здание. Его именем назван сосуд.